# Droga wojewódzka nr 233
Droga wojewódzka nr 233 (DW233) – droga wojewódzka o długości 12 km, przebiegająca w całości przez województwo pomorskie, leżąca na obszarze powiatu gdańskiego (gminy: Trąbki Wielkie i Przywidz), łącząca Mierzeszyn z Trzepowem. Droga stanowi element połączenia dogowego Pruszcz Gdański - Kościerzyna.

## Miejscowości leżące przy trasie DW233
- Mierzeszyn
- Miłowo
- Bliziny
- Kierzkowo
- Borowina
- Trzepowo